# 克里斯普 (北卡羅萊納州)
克里斯普（英語：Crisp）是位於美國北卡羅萊納州厄齊康縣的非建制地區。

## 歷史
克里斯普的郵局於1894年設立，其後於1905年停運。

## 地理
克里斯普所處的海拔為高於海平面32米（即105英呎），而該地所採用的時區為UTC-5，即北美东部时区（EST）。同時該地設有夏令時間，為UTC-5調快一小時，即UTC-4（EDT）。